# 保良局王賜豪（田心谷）小學
保良局王賜豪（田心谷）小學（英語：PLK Dr. Jimmy Wong Chi-Ho (Tin Sum Valley) Primary School）是一所保良局屬下的政府津貼小學，位於香港新界田心隆亨邨2A區，現任校長為畢錦龍。

## 背景
保良局王賜豪（田心谷）小學前身為區內兩所津貼小學，分別是於1985年在博康邨開辦的「保良局朱正賢小學下午校」，以及創於1983年、一直在現址辦學的的「田心谷六村公立小學」。當中，後者當年由兩所同區鄉村學校-顯徑公立學校及田心公立學校合併而成。受出生率持續下降影響，沙田區不少學校都需要縮班，區內的學校選擇合併以減低「被殺」的機會。因此，兩校於2005年9月合併為一所全新全日制保良局屬校小學，在剛完成學校改善工程的田心谷六村公立小學校舍繼續辦學，是區內少數並非由宗教團體主導合併的小學。及後於2006年3月20日舉行「320命名揭幕典禮」，因同珍公司總裁、九龍樂善堂2006年主席王賜豪捐獻最多，故此正式命名為「保良局王賜豪（田心谷）小學」。
該校的外牆上校名下方包含開校年份該局當年主席的「某某題」之字樣，但校名和下款均為印刷體（多數是黑體），秉承了保良局大多數中小學的其中一項外觀特色；在校舍設備方面，成立初期曾獲教育統籌局撥款近3400萬元興建兩座教學大樓，校方則動用近300萬元儲備基金及命名人捐款增善27個原有設備。2016年開始，學校陸續配合教育局政策，每年均在一到六年級校本課程內加入二至三個與STEM相關的習作，亦將之融入在傳統中英文科課堂中。而初年級的STEM課程以數學及常識為核心，並設有專題研習週，讓學生學習生物、養殖、有機耕作等不同知識。2017年，該校曾以「紙飛機。用APP飛」項目獲得「香港教師夢想基金」資助10萬元，以實報實銷形式讓教師舉辦課外活動，教授學生摺紙飛機。

## 歷任校長

### 田心谷六村公立小學上午校
- 楊嘉元（1983 - ？年，此前為「顯徑公立學校」末任校長）

### 田心谷六村公立小學下午校
- 王玉敬（1983 - 1989年，此前為「田心公立學校」末任校長）
- 區志成（1989 - 1991年）
- 楊開將（1991 - ？年）[8]

### 保良局王賜豪（田心谷）小學
- 劉志聰 (2005 - 2008年)
- 談鳳儀 (2008 - 2008年)
- 楊偉賢（2008 - 2020年）[9]
- 畢錦龍（2020 - 年）

## 著名 / 傑出校友
- 余香凝：演員、2024香港電影金像獎最佳女主角得主 [10]
- 劉慕裳：香港女子空手道運動員、2020東京奧運空手道女子個人形銅牌得主[11]
- 黃鎮廷：香港的男子乒乓球運動員、2023杭州亞運乒乓球男子單打銅牌得主、2018乒聯世界巡迴賽混合雙打冠軍[12][13]
- 蔡丞峯：香港葡萄酒評審協會主席[14][15]